# پوشش سد حرارتی

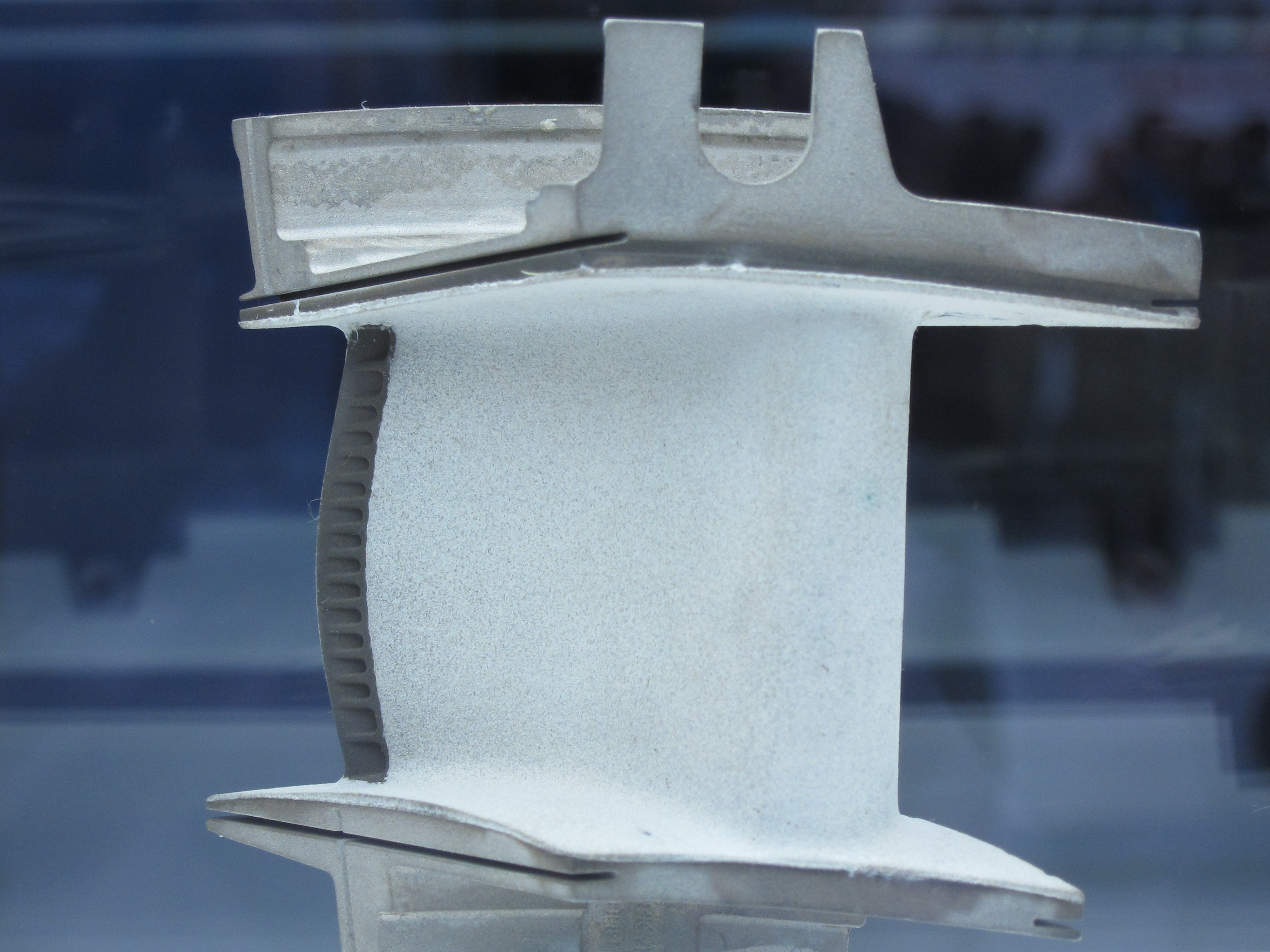
پوشش سد حرارتی (به رنگ سفید) بر روی یک تیغه هدایت جریان توربین

پوشش سد حرارتی یا به اختصار TBCها مواد پیشرفته‌ای هستند که معمولاً در سطوح فلزی مورد استفاده قرار می‌گیرند. مانند توربین گاز یا موتور هواپیما که در دماهای بالا کار می‌کنند. این پوشش‌ها با ضخامت ۲میکرو متر تا ۲ میلی‌متر به منظور محافظت اجزا در برابر بارگذاری‌های حرارتی بلند مدت با به‌کارگیری عایق حرارتی؛ که می‌تواند اختلاف دمای قابل ملاحظه بین آلیاژ بارگذاری شده و سطح پوشش را تحمل کند، استفاده می‌شوند.
همچنین این پوشش‌ها عمر خستگی قطعات را با کاهش اکسایش افزایش می‌دهند. در مقایسه با سیستم فیلم خنک کن فعال سیاله کاریه گذرا می‌تواند به دماهایی بالاتر از نقطهٔ ذوب ایر فویل در برخی توربین‌ها برسد.
امروزه با توجه به نیاز صنعت برای افزایش عملکرد و راندمان توربین‌ها و با در نطر گرفتن مؤلفه‌های :عمر کاری/دوام –سبک بودن این پوش‌ها (کاهش لنگ زنی در تیغه توربین وکاهش جرم لنگی)، پیشرفتهای خوبی در راستای ارتقا این نوع پوش‌های سد حرارتی صورت گرفته‌است.

## ساختار
عملکرد بهینه در شرایط سخت مکانیکی-حرارتی نیازمند دستیابی به شرایط خاصی است.
تخلخل کافی؛ به منظور مقابله با تنش‌های ناشی از انبساط حرارتی در طول گرمایش و سرمایش قطعه، برای تطبیق با سطح فلزی پوشده شده با TBC نیاز است.
ثبات فاز؛ به منظور جلوگیری از ایجاد ترک و لایه لایه شدن هنگام تغییرات قابل ملاحظهٔ حجم نیاز است.
مقاومت اکسایشی در موتورهای هوا-گاز نیز بایستی در نظر گرفته شود.
بنابراین خواص عمومی برای یک TBC مؤثر را می‌توان به صورت زیر خلاصه نمود:
1. نقطه ذوب بالا
2. عدم تغییر فاز بین دمای اتاق و دمای عملیاتی
3. هدایت حرارتی پایین
4. بی اثر بودن ازلحاظ شیمیایی (غیرفعال بودن)
5. ضریب انبساطی مشابه با بستر فلزی
6. چسبندگی بالا به سطح فلزی
7. نرخ تف جوشی پایین برای یک میکرو ساختار متخلخل

این شرایط سبب شده تا موادی که می‌توانند به عنوان پوش سد حرارتی استفاده شوند محدود باشد
البته مواد سرامیکی اغلب قادر به تأمین این شرایط می‌باشند.
پوشش سد حرارتی معمولاً از چهار لایه تشکیل می‌شود:
1. بستری فلزی
2. پوشش ضامن فلزی
3. اکسید حرارتی رشد (TGO)
4. روکش سرامیکی

پوشش سرامیکی معمولاً از ایتریم و زیرکونیم پایدار تشکیل می‌شود. (yttria-stabilized zirconia -YSZ) که دارای ضریب هدایت گرمایی پایین است. این لایهٔ سرامیکی بزرگترین افت حرارتی را ایجاد می‌کند و لایهٔ زیرین را در دمایی پایین‌تر نسبت به سطح حفظ می‌کند.
با این حال در دمای بالاتر از ۱۲۰۰ درجه سلسیوسYSZ دچار تغییرات نامطلوب فازی می‌شود. (t'-tetragonal to tetragonal to cubic to monoclinic)این چنین تغییر فازی سبب ایجاد ترک در لایهٔ بالایی پوش می‌شود. تحقیقات اخیر برای یافتن جایگزین ناسب YSZ موجب شناسایی بسیاری از سرامیک‌های جدید شده‌است. سرامیک‌های جدید دارای عملکرد مناسب در دمای بالای ۱۲۰۰ درجه سلسیوس و چقرمگی پایین نسبت به YSZ هستند.
این سرامیک‌ها ممکن است دارای غلظت بالایی از جاهای خالی یون اکسیژن باشند که حمل و نقل اکسیژن را تسهیل و خاصیت TGO (thermally-grown oxide) این خاصیت لابه لایه شدن پوشش را سبب می‌شود که نامطلوب است.
پس در اینگونه پوش‌ها بایستی از ضد اکسایش استفاده کنیم.
Bond-coatیک لایهٔ فلزی ضد اکسایش است که به‌طور مستقیم بر روی لایهٔ بالایی بستر قرار می‌گیرد. معمولاً ۷۵ تا ۱۵۰ میکرومتر ضخامت دارد و از آلیاژ NiCrAlY یا NiCoCrAlY ساخته می‌شود. گرچه نمونه‌های ساخته شده از Ni یا Pt یا Al نیز موجودند.
هدف اصلی استفاده از bond-coat حفاظت بستر در برابر اکسایش و خوردگی است.
در شرایط پیک عملیاتی توربین‌های گاز ی که در دمای بالای ۷۰۰ درجه سلسیوس کار می‌کنند اکسایش در لایهٔ bond-coat موجب شکل گیری لایهٔ TGO می‌شود که تشکیل این لایه در دمای بالاغیر قابل پیشگیری است.
بنابراین پوشش سد حرارتی معمولاً به گونه‌ای ساخته می‌شود که به آرامی و یکنواخت رشد کند. چنین ساختاری نفوذ پذیری کمتری نسبت به اکسیژن دارد.

### شکست
TBCها در حالتهای مختلفی دچار تخریب می‌شوند، از جمله۱- ترک مکانیکی در bond-coat در طی سیکل حرارتی، مخصوصاً پوش موتور هواپیما
1. اکسیداسیون پر شتاب
2. خوردگی حرارتی
3. ذوب شدن

-یکی از مسایل اساسی در TBCها هماهنگی ضریب انبساط حرارتی بین تمام لایه‌ها می‌باشد.TBCها در طی دریافت
گرما یا خنک شدن دچار انبساط و انقباض با نرخهای متفاوت می‌شوند. چنان‌که مواد لایه‌ها بگونه‌ای باشند که هماهنگی ضعیفی بین لایه‌ها از لحاظ ضریب انبساط حرارتی برقرار باشد فشاری به لایه‌ها وارد می‌شود که سبب ایجاد ترک و سرانجام شکست لایه می‌شود.
شکست در لایهٔ TGO معمولترین نوع شکست است.

#### انواع
YSZ:
ماده‌ای است که بیشترین کاربرد را در میان TBCها دارد. مطالعات گسترده‌ای بر روی آن انجام شده و علت آن نیز عملکرد عالی در مواردی همچون موتور دیزل و توربین گازی است. از خصوصیات این ماده می‌توان به ضریب هدایت حرارتی پایین، ضریب انبساط حرارتی بالا و مقاومت پایین در برابر شوک گرمایی اشاره کرد، با این حال به دلیل ناپایداری فاز در دما ۱۲۰۰ درجه سلسیوس محدودیت عملیاتی بسیار پایینی دارد و می‌تواند توسط اکسیژن دچار خوردگی شود.

## مولایت
مولایت ترکیبی از آلومینیوم و سیلیکات با فرمول 3Al2O3-2SiO2 است. چگالی کم همراه با خواص مکانیکی از قبیل پایداری حرارتی بالا، ضریب هدایت گرمایی کم و مقاومت در برابر اکسایش و خوردگی. با این حال دچار تبلور و انقباض حجم در دمای بالای ۸۰۰ درجه سلسیوس می‌شود.. که موجب ایجاد ترک و لایه لایه شدن می‌گردد. در نتیجه این ماده جایگزین خوبی برای زیرکونیم در مصارفی چون موتور دیزل (که دمای سطحی نسبتاً پایین و تغییرات دمایی سراسری بالا دارند) می‌باشد.

## اکسید آلومینیوم
تنها فاز α- Al2O3در میان تمامی اکسیدهای آلومینیوم پایدار است. با سختی و نجابت شیمیایی بالا. اما ضریب هدایت گرمایی بالا و ضریب انبساط حرارتی پایین دارد. آلومینا اغلب به عنوان یک ضمیمه برای TBC ی موجود استفاده می‌شود. با ترکیب آلومینا و YSZ اکسایش و خوردگی کاهش میابد. در حالیکه مدول الاستیک و چقرمگی تغییر چندانی نمی‌کند.
یک چالش در استفاده از آلومینا این است که در هنگام پاشش پلاسما تمایل زیادی به ایجاد تغییر فازهای ناپایداری همچون γ-alumina دارد که می‌تواند موجب ایجاد میکرو ترک‌ها شود.

## CeO2 + YSZ
CeO2ها (سریا) دارای ضریب انبساط حرارتی بالا و ضریب هدایت الکتریکی پایین نسبت به YSZها هستند. ترکیب این دو می‌تواند موجب افزایش عملکرد TBCها شود. به ویژه در مقاومت نسبت به شوک حرارتی. به دلیل تنش کمتر در لایهٔ Bond-coat و متعاقباً عایق کاری بهتر و ضریب انبساط حرارتی بهتر. برخی از معایب این پوشش عبارتند از کاهش سختی و نرخ شتاب تف پخت

## زیرکونات خالی کمیاب
La2Zr2O7 که با نام LZ شناخته می‌شود نمونه‌ای از زیرکونات خاکی کمیاب است که به عنوان TBC استفاده می‌شود. این ماده تا دمای ذوب خود دارای پایداری فازمی‌باشد. همچنین می‌تواند تا حد زیادی عیوب جای خالی شبکه‌ای را تحمل کند.
این قابلیت بدین معنی است که خواص حرارتی این ماده مناسب است. همچنین در مقایسه با YSZ ضریب هدایت گرمایی بسیار پایین و ضریب انبساط حرارتی و پقرمگی پایینی دارد.

## اکسیدهای خاکی کمیاب
مخلوط اکسیدهای خاکی کمیاب ارزان و به راحتی در دسترس‌اند.
پوشش اکسیدهای خاکی می‌توانند موادی چون La2O3, Nb2O5, Pr2O3, CeO2 باشند؛ که در مقایسه با YSZ ضریب هدایت گرمایی و انبساط حرارتی پایین‌تری‌اند.
چالش استفاده از این اکسیدها تمایل بالقوهٔ آن‌ها به ایجاد فاز ناپایدار است که تأثیر منفی بر مقاومت در برابر شوک حرارتی دارد.

## کامپوزیت فلزهای شیشه‌ای
یک مخلوط از پودر فلز و شیشهٔ عادی که رد شرایط خلأ و با اسپری پلاسما بر روی تیغه اسپری می‌شوندیک ترکیب مناسب به عنوان TBC که قابلیت رقابت با YSZ را دارد.
این کامپوزیتها دارای چسبندگی بیشتر در لایهٔ BOND-COAT و ضریب انبساط حرارتی بالاترند همچنین هیچ تخلخل بازی در آن‌ها مشاهده نمی‌شود و این امر از اکسایش BOND-COAT جلوگیری می‌کند.

### کاربرد در صنعت خودرو

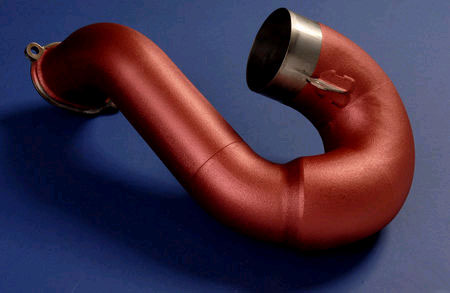
پوشش سد حرارتی در یکی از اجزای سیستم اگزوز خودرو

کاربرد پوش‌های سرامیکی سد حرارتی در صنعت خودرو شایع است به‌طور خاصی طراحی شده‌اند تا دفع حرارت را سیستم اگزوز موتور کاهش دهند و بدین ترتیب با کاهش دمای موتور و کاهش دمای هوای ورودی راندمان موتور را افزایش دهند.
اگرچه از پوشش‌های سرامیکی اغلب در سیستم اگزوز موتور استفاده می‌شود. با این حال با پیشرفت تکنولوژی و از طریق پاشش پلاسما بر روی مواد کامپوزیتی و سایر اجزای موتور به منظور حفاظت حرارتی و جلوگیری از پوسته پوسته شدن استفاده می‌شود

## روش تولید
در صنعت روش‌های متفاوتی برای ساخت پوش سد حرارتی وجود دارد:
- رسوب فیزیکی بخار از طریق پرتو الکترونی: EBPVD
- اسپری پلاسمای هوا: APS
- سرعت بالا سوخت اکسیژن: HVOF
- پاشش پلاسما در محفظه فشار پایین: LPPS
- رسوب گذاری بخار به کمک اسپری الکترواستاتیک: ESAVD
- رسوب مستقیم بخار